# 失去你的那一天
《失去你的那一天》（英語：The Day I Lost U），2015年臺灣偶像劇、由王傳一、李千娜、陳奕、莫允雯、古斌、路嘉欣領銜主演。 於2015年5月底開鏡，本劇以小腦萎縮症 （症狀類型為 "SCA3"）患者為題材，並改編自真實故事（李玟萱著《失去你的三月四日》一書、周美玲著《搏浪》優良電影劇本、視障馬拉松選手林信廷和陳奕的自身經歷）。本劇獲得文化部103年度高畫質電視節目一般型連續劇類補助新台幣1,200萬元，在2015年9月1日殺青。中視於7月19日晚上10點首播，於同年10月25日播出最終回，全劇共15集。中天綜合台於7月25日晚上11點播出。接檔《超級大英雄》。而電視劇小說和寫真書也將會發行。在劇末，播出《紀錄失去的你》，以幕後訪問和漏網鏡頭為主，李千娜與陳奕還特別為王傳一創作了一首歌曲《怎麼能夠》，後來也插入在第11集的故事裡 。
最終劉瑞琪獲得第51屆金鐘獎最佳女配角獎，王傳一入圍最佳男主角，李千娜入圍最佳女主角獎，陳奕入圍最佳男配角獎。

## 劇情大綱
見到登山社長孟澤銘（王傳一 飾）的第一眼，何萱（李千娜 飾）就差點氣喘發作了。
為了追逐她「命中注定」的愛情，何萱冒著氣喘的風險，追隨澤銘攀登了兩座台灣百岳，來到傳說中「天使的眼淚」——南橫的嘉明湖；終於， 在「天使的眼淚」裡，小女子實現了愛情的心願，與澤銘約定：此生契闊、 永遠相守。
愛山的澤銘，即將從建築研究所畢業；他懷有許多偉大的夢想，其中「藍屋頂」是所有夢想的核心—這將是一棟綠建築、也將是推廣山林保育的基地。
就在何萱與澤銘開始打造「藍屋頂」的夢想時，澤銘卻罹患了怪病，他漸漸無法控制自己的肢體，視線也變得模糊起來……
澤銘的母親黎鳳蓮(劉瑞琪 飾)，是一個個性堅韌、頗負盛名的教育專欄作家。過去， 她一直以為丈夫是意外身亡；但如今，大兒子的怪病讓她明白：原來丈夫的家族藏有「小腦萎縮症」的基因，而長子澤銘不幸遺傳到此基因。…
孟澤銘（王傳一飾）登山社社長，還未畢業便被知名建築設計師事務所網羅，卻捨棄優渥條件，前往深山的部落投身教育，並興建自己理想中的綠色自然建築，即使在知道自己罹患的疾病，依然沒有被打倒，在眾人眼裡儼然是個讓人欽佩的生命鬥士，直到那一天，他和女友（李千娜飾）一同前往登山，從此再也沒有回來……

當所有不利證據都指向他不離不棄的女友，調查案件的檢察官卻抽絲剝繭，發現了不為人知的事實……

親情與愛情，現實與理想，面對疾病的無力與挫折，他的母親、他的弟弟、他深愛的女人，以及他所珍視的朋友……失去他的那一天，他們想起了什麼？———臉書專頁引言

## 播出時間

### 首播
| 頻道                   | 所在地   | 播映日期       | 播出時間                 |
| ---------------------- | -------- | -------------- | ------------------------ |
| 中視數位台             | 臺灣     | 2015年7月19日  | 每週日 22:00-23:30       |
| 中天綜合台             | 臺灣     | 2015年7月25日  | 每週六 23:00-24:30       |
| Astro双星 Astro双星HD  | 马来西亚 | 2016年1月15日  | 每週一至週五 16:00-17:00 |
| Astro AEC Astro AEC HD | 马来西亚 | 2016年7月12日  | 每週一至週五 16:00-17:00 |
| Astro喜悦HD            | 马来西亚 | 2018年12月20日 | 每週四至五 18:00-20:00   |

### 重播
| 頻道                  | 所在地   | 播映日期      | 播出時間                                    |
| --------------------- | -------- | ------------- | ------------------------------------------- |
| 中視數位台            | 臺灣     | 2015年7月26日 | 每週日 13:30-15:00                          |
| Astro双星 Astro双星HD | 马来西亚 | 2016年1月15日 | 每週一至週五 20:00-21:00                    |
| Astro双星 Astro双星HD | 马来西亚 | 2016年1月16日 | 每週二至週五 02:00-03:00 每週六 03:00-03:45 |
| Astro双星 Astro双星HD | 马来西亚 | 2016年1月17日 | 每週日 01:30-06:00 （五集完整重播）         |
| Astro双星 Astro双星HD | 马来西亚 | 2016年1月17日 | 每週日 20:00-24:00 （五集完整重播）         |
| Astro双星 Astro双星HD | 马来西亚 | 2016年1月18日 | 每週一至週五 12:00-13:00                    |

## 演員列表

### 主要演員
| 演員   | 角色                  | 介紹 | 登場集數                |
| 王傳一 | 孟澤銘                | 個性溫暖、大器、充滿理想、有愛心，是建築系研究所二年級生、三前項鐵人賽選手和登山社創辦人和社長，此前也副修教育系。因為愛好山林與教育，甘願放棄建築公司的僱傭邀請，守在新竹山區谷村國小教書，並立志建蓋一棟綠建築：「藍屋頂」，計畫將它打造成實踐理想的根據地。就在與愛人何萱一起開始推動理想時，他發現自己罹患「小腦萎縮症」，年輕的生命將在肢體僵硬中逐漸死去。為了善用所剩的生命，他繼續寫“山中遺言”的日記，然後為母親寫日記，成為母親眼中驕傲的「生命鬥士」，但也想在三年內讓家庭適應他終會癱瘓在病床的事實。 不喜歡喝酒，也不吃辣。澤青跟何萱透露：哥哥在大學最後一年跟前女友分手後一直單身。在第2集追問父親離世前的身體狀況，發現他也有輕度小腦萎縮症，而車禍原因可能是因為駕車時暈眩而分心，導致車禍而離世。在第7集，孟澤青比賽當日跟何萱撿石頭時，何萱溺水，被布丁爸爸和韓宜獲救，那天的前一天是登山社創社五週年。在第8集辭退教師工作，回台北休養，第9集失去能力拿筷子，也開始吃安眠藥時噎到。因為對登山痴迷的昇哥被診斷是癌症末期，所以在山上隱世到終，令澤銘也萌生類似念頭。第12集口部肌肉功能退化，但依然想跟何萱登山。第二天真的跟昇哥一樣隱世。第13集發現他的遺體，2017年8月25日逝世，及後才找到何萱。第14集發現他墜崖自殺。第15集，由生觀死，由死觀生，生死相安，盍視一般，這就是大自然的道理。雖然，我的這一生是如此的短暫，但我愛這短暫的人生。 角色原型為陳澤銘 | 1-12 13-15 (回憶裡)     |
| 李千娜 | 何萱 （萱萱）         | 轉學生，中文系文藝生，喜歡寫作，是校園中的文壇新秀，外表柔弱、內心堅毅。在一次文學營與登山社合作的活動中，對登山社長孟澤銘一見鍾情，甚至隱瞞哮喘病史只為能順利加入登山社。其後陪同澤銘的人生腳步，一起築夢蓋建「藍屋頂」。澤銘發現罹患絕症後，眾人力勸何萱離開藍屋頂，看似柔弱的她卻選擇要一磚一瓦親自搭蓋起這棟屬於他們共同夢想的小屋... 與澤青是歌曲創作搭檔，他負責作曲，她負責填詞。第7集，因為丁老師出嫁，被校長拉攏，代班教導二年級生，但畢竟體育是她的弱項。在第8集接替孟澤銘，教導他留下的六年級的班，也幫阿信陪跑，更讓她的作詞幫 Fake Youth 在“紅樓音創比賽”得冠軍 。在第10集，發現孟澤銘的書《山行者》裡完全沒有提及她的內容或照片，令她非常難過，加上疲勞和喝醉，令她哮喘病發而昏倒，幸好被澤青發現，也因為張家祥在另一個山頭，而被他成功救援。在第11集把“藍屋頂”蓋成，把家裡的書捐贈給“藍屋頂”裡的圖書館也把學生們帶到畢業。第12集想出版《蓋房子日記》，跟孟澤銘爬山，但孟澤銘失踪而被外界斥責，第13集被找回，但此前已找到孟澤銘的遺體。因為受不住韓宜的指責，也因為悲傷過度而昏倒，在張家祥的診所醒來，在拘留期間絕食。後來也以加工自殺罪罪名被捕。在第14集，因為被彭文泰譴責而哮喘病發，但在結論時依然承認和承擔所有指控，在等候判決的拘留期間繼續絕食，但無罪釋放，卻不肯跟爸爸回台北，依然在“藍屋頂”居住。判決時24歲。第15集發現自己懷孕，也成為三年級老師，孩子父親是孟澤銘。在曉惠的陪伴下，去做產前檢查看看孩子是否健康，婦產科醫師告訴她，一般懷孕滿16週羊水量會比較充足，這時候來做羊膜穿刺，就可以驗DNA了。如果超過22週再做中止懷孕，會對母體造成很大的傷害。當胡校長告訴黎鳳蓮說何萱懷孕一事，她根本不知情。於是，她去看望何萱，並問產檢情況後，罵何萱還要別人原諒她幾次。她為了黎鳳蓮去做了羊膜穿刺檢驗DNA，並把報告帶給鳳蓮。並請她尊重她的選擇，每一個即將誕生的小孩，他們有他們自己的未來，在這條沒有辦法預測的人生道路上，可能會遇到無止境的挑戰，疾病只是其中一項，但我還是會愛著他，就像你愛你的孩子一樣，不管他們未來會發生什麼事情，我都會用盡全力，去教導他們成為一個勇敢堅強的小孩，讓他們有足夠的力量，可以去面對他們的人生，他們的未來，這是我身為一個母親，願意承擔的人生，我準備好了。生了一個女孩取名叫孟思岳。(劇中借來真正的女嬰，身為人母的李千娜，抱起小嬰兒演來得心應手，而陳奕則手忙腳亂的。) 角色原型為李玟萱。 | 全劇                    |
| 陳奕   | 孟澤青                | 澤銘的弟弟，“Fake Youth”——“假面青春”樂團吉他手、主唱和團長，也擅長吹口琴。前中華大學美術系學生、前音樂創作社社長。高中時更是田徑校隊選手。大學畢業前一年兀自休學；為了有時間玩音樂，不顧母親反對，堅持以開計程車為業。脫離現實的叛逆個性，使他與母親衝突不斷。隨著哥哥病情越發加重，他也越來越恐慌：自己是否也會遺傳到相同的厄運？在嘶吼的歌聲中，他不斷追問：生命的意義在哪裡？直到親眼看到何萱獨力搭建藍屋頂的嬌弱身影，有了另一番體悟，也暗戀何萱。 喜歡喝酒，吃辣和騎摩托車，常常跟哥哥登山，而走在最前面。在第7集透露他和媽媽已搬家，但媽媽卻忘記自己的生日，也在“紅樓音創比賽”得冠軍。第8集起幫何萱完成蓋“藍屋頂”，第12集決定回台北復學，但因為何萱和孟澤銘沒有及時回藍屋頂，第13集跟韓宜找他們，卻發現孟澤銘的遺體，第14集成為控方證人。 在第15集時，發現何萱暈倒送醫後，發現何萱懷孕。 | 全劇                    |
| 莫允雯 | 韓宜                  | 研究所二年級。登山社前副社長（第7集後成為社長），和澤銘是多年的好友，兩人都熱愛山林，互相了解、信任，感情相當深厚。個性明快、爽朗、果斷，能力優秀，是新時代的獨立女性。韓宜對澤銘抱有愛戀之意，因此在前期將何萱當做情敵，最先發現他的病史之後退回了朋友的位置，將澤銘視為一生的好友…。爸爸是血癌康復者。在第7集到谷村國小，想把登山社週年書刊送給孟澤銘，但發現何萱溺水，而孟澤銘已無法救援，所以勸他下山。第9集，即孟澤銘離世前的上一年登雪山，在那裡差一點逆推孟澤銘。在第13集，跟孟澤青目睹孟澤銘的遺體被發現，也是第一個斥責何萱的人，跟黎鳳蓮向何萱提告。在第14集時，擔任檢方的証人，在辯方律師的逼問下，坦誠喜歡孟澤銘，並在爬大雪山與孟澤銘單獨相處時，曾主動與澤銘擁抱、親吻，但要更進一步時，被澤銘拒絕，因為她無法取代何萱在澤銘心中的地位。在第15集時，和何萱、思岳一起聽澤青唱歌。 | 1-4、7、9-10、12-14、15 |
| 古斌   | 李信淵 （阿信）       | 個性樂觀自信。喜歡運動，十多歲時，跟哥哥因黃斑部病變而漸漸失明。他原本是一位按摩師，甚至有機會成為首席按摩師，後來為了鼓勵女友小惠，而開始投入馬拉松運動，變成一位馬拉松跑者。澤銘、何萱和谷村國小的學童都當過他的陪跑員。在國內馬拉松比賽得到冠軍，但小惠早已離開比賽場地。隔天讓出土地和貨櫃，讓澤銘蓋房子和圖書館。後來也成為谷村國小的生命教育老師。在第10集到波士頓參賽。第11集完成比賽，在視障組排第四名，也是唯一一位在三小時十分鐘內（3：06：14）完成比賽的亞洲人。第13集跟曉惠在拘留所探望何萱。第14集時，也在法院跟何尚德、羅經理、曉惠等人旁聽何萱的聆訊。在第15集時，阿信和曉惠結婚了。 角色原型為林信廷。 | 4-5、8-15               |
| 路嘉欣 | 馮曉惠 （小惠、曉惠） | 性格務實堅毅。原本是一位運動選手，卻因為先天性弱視，而被剔除國家代表隊。醫生診斷她將慢慢失去視力，最終失明。小惠於是認真的學習按摩，成為專業的保健按摩師，不願再回到運動場上。她因此與阿信產生觀念上的分歧，爭吵而後分手,但其實兩人深愛著彼此。在第9集為小腦萎縮症病友協會成為保健師，也已獲得保健按摩師執照，更成為球球的語言治療師，但當時（阿信贏下比賽全國馬拉松冠軍後一年）已經幾乎全盲。第10集透露她跟阿嬤相依為命，但阿嬤不願意曉惠跟阿信交往，所以曉惠以他不切實際為由跟他分手。在機場裡把阿信的白杖撿回後，跟他說“保重”，就離他而去。在第11集跟阿信和好。第13集跟阿信在拘留所探望何萱，也在法院跟何尚德、羅經理、阿信等人旁聽何萱的聆訊。在第15集時，小惠陪何萱去產檢，並勸何萱做遺傳疾病的檢測。回到家，想到何萱的孩子有可能患上小腦萎縮症，而她和阿信都是視障，他們未來的孩子也有可能也是，但是阿信告訴她，他們的孩子一定會比較堅強。於是，曉惠答應了阿信的求婚。幾年後，曉惠也懷孕了。 | 4、9-15                 |

### 其他演員
| 演員   | 角色          | 介紹 | 登場集數          |
| 劉瑞琪 | 黎鳳蓮        | 澤銘和澤青的母親。是石雨中學校長和教育專欄作家，是個強勢而獨立、不服輸的堅毅女子。丈夫於早年因為車禍去世，他沒有小腦萎縮症的徵兆，丈夫過世後，又被婆家趕出家門 （她三年前離世。），她獨力完成碩士學業並撫養兩個孩子長大，面對困境，總是不屈不撓，卻也有著一顆溫柔的慈母心。對澤銘的期待很高，卻常為小兒子澤青叛逆的行事作風頭疼不已，兩人經常衝突。澤銘發病後，她依然堅強，一手打點好治療、復健等種種事務，努力在學校事務和照顧兒子上達到平衡，她的座右銘是：我的字典裡沒有放棄二字。在第6集，澤銘對她承認已遺傳到小腦萎縮症的基因。在第7集，形容澤銘患了“企鵝病”給他的學生們，也讓他們有勇氣跟家長們求情。第13集原想跟韓宜向何萱控告，但後來推翻金博元說孟澤銘自殺的可能。在第14集時，突然答應檢方願意作証，但卻是幫何萱脫罪。在第15集時，胡校長突然跑來向她求婚， 她才知道何萱懷孕的消息。於是，她要何萱做產前羊膜穿刺，檢測胎兒是否跟他父親一樣有遺傳性疾病。 | 全劇              |
| 梁正群 | 張嘉祥        | 32歲，內科醫師，英俊、氣質翩翩。對何萱抱有好感，被她的善良和堅強吸引，在何萱留守藍屋頂時也決定參加巡迴醫療團，一邊在山上為村民們義診，一邊溫柔守候著何萱。一直認為自己是最終可以帶給何萱幸福的男人。在第9集在山上追求何萱，也參加“山區巡迴醫療團”。園藝愛好者。第13集幫何尚德請律師為何萱辯護。第14集，因為何萱被彭文泰譴責而哮喘病發，幫她急救。在第15集時，替何萱急救，發現何萱懷孕。最後，何萱沒有接受他的愛意。 | 1-6、8-11、13-15  |
| 王自強 | 何尚德        | 何萱的父親，何萱是三姐妹的么女，其他女兒已成家立室。因為身體狀況變差，令何萱成為中華大學校務處的工讀生，和芝麻的補習老師。在第5集幫女兒和其他畢業生拍畢業照。第13集跟黎鳳蓮鬧翻，及後向張家祥求助，找律師位何萱辯護。在第15集時，知道何萱懷孕時，想要女兒把孩子拿掉。在嬰兒房外，與鳳蓮吵孩子像澤銘還是何萱。 | 1-2、5、8、11-15  |
| 蘭競恆 | 季小迪        | 中文系文藝生，動物保護社社長，跟何萱是姐妹淘和同班同學。性格非常女子氣、迷信、名符其實的都市人、有潔癖，何萱跟孟澤青吵架後，跟她解釋音創社把文藝社的作品作曲，成為歌曲，所以雙方有合作關係，但孟澤青取錄何萱的台語詞，其實是描述季小迪。 | 1-2、4-5          |
| Arny   | 吉他手        | | 1-6、8-10、12、15 |
| 嘟嘟   | BASS 手風琴手 | | 1-6、8-10、12、15 |
| 小米   | 小米          | Fake Youth 鼓手和合音歌手。在第3集，向澤青調侃樂團名稱像英語髒話。在第4集，收到練團室的季度結帳單，才令澤青、團友和何萱發現雖然每小時只三百塊，但累積欠款已逼近九萬塊。後來由澤銘匯款代付。在第6集，發現孟澤青從山上回台北後一直在練團室喝酒，也不肯回家，所以趕他在外面淋雨，讓他清醒過來開車，後來才知道澤銘患有小腦萎縮症，和他暗戀何萱。 | 1-6、8-10、12、15 |

### 特別演出
| 演員   | 角色   | 介紹 | 登場集數  |
| 陳博正 | 孟家雄 | 45歲，黎鳳蓮的小叔，罹患家族遺傳疾病小腦萎縮症，已在病床上痛苦了八年，但已十年沒有跟澤明和澤青聯絡。最大的希望就是澤銘澤青可以逃過家族這個悲慘的遺傳。他的爸爸和（澤銘、澤青的爺爺）也有這個疾病，曾經也是博士生，但在拼畢業論文時也是小腦萎縮症發作。因為醫學和資訊不發達，被家人誤以為是中風。因病情惡化，在第9集透露已過世，但嬸嬸按照他的遺願，不讓孟家知道他的離世，令孟媽媽非常內疚。 | 1-2、4-6  |
| 孟庭麗 | 嬸嬸   | 孟家雄妻子，孟澤銘、孟澤青的嬸嬸。因為孟家雄是小腦萎縮症患者，所以決定不生孩子。 | 1-2、4、9 |
| 林威利 | 顏哥   | | 1         |
| 湯志偉 | 金博元 | 谷村地檢署檢察官，調查孟澤銘失踪和死因，但不敢相信法醫報告，說是意外墜崖，但懷疑孟澤銘自殺。令何萱加工自殺罪罪名被捕。第14集，在他的盤問下，令何萱崩潰認罪。 | 13-14     |

### 客串演出
| 演員            | 角色                | 介紹 | 登場集數                       |
|                 | 李譽                | 文藝生，文學獎入圍者。 | 1                              |
|                 | 阿滿                | 文學營隊長、文藝社社長，何萱和季小迪是前動保社團員。 | 1-2、11（回憶裡）              |
| Voyou           | Voyou               | 泰雅族原住民，對釀酒有經驗。在第7集的幕後花絮透露本人是本劇的燈光師，也喜歡跟李千娜演台語連續劇橋段。 | 1、4、7-9、13、15 （幕後花絮） |
|                 | 阿璐                | 登山團負責押後工作，她被何萱要求超前，所以沒有發現她哮喘病發。 | 2-3                            |
| 許振得          | 小松                | 登山時被蜜蜂蟄到手。 | 2-3                            |
|                 | 校長                | 中華大學校長，因為對動保社和音創社的連署行動不滿，加上孟澤青脫褲鬧事，跟黎鳳蓮打電話。在第5集，在校內警局記兩個大過。 | 2、5                           |
| 簡義哲          | 胡明順              | 谷村國小校長，也是該校的園丁、校工、護士和保全，對孟澤銘沒有信心，因為很多年輕教師待不久。原本支持他讓學生們練習馬拉松和陪跑，但受到家長們的反對。在第6、7集，黎鳳蓮幫兒子開教務和家長會議，讓澤銘公開自己的病情。在第8集，他希望何萱接任孟澤銘，成為六年級班主任。欣賞黎鳳蓮。第15集向她求婚。                                                                                          | 3-4、6-15                      |
| 李慧娟          | 芝麻的媽媽          | 張家祥的大姐，芝麻的媽媽。生性多疑，非常反對芝麻陪跑，更反對孟澤銘公開病情後繼續執教，把芝麻和同學們弄哭。 | 4、7                           |
| 傅芝宜 （芝麻） | 傅芝宜 （芝麻）     | 美國出生，張家祥是她的叔叔，但到五歲到台唸小學，中文能力欠佳，補習老師曾為何萱，後來轉學到谷村國小，是五年級班長，成績優異，想成為馬拉松選手。第一次陪跑時受傷，在比賽時是最後一位陪跑員。讓阿信和其他陪跑員得冠軍。在第7集，因為被媽媽對孟澤銘教書能力的質疑而大哭。第11集畢業，在第12集透露會在山下讀國中，也在該校住宿，也跟同學們幫小惠錄有聲書。                                    | 4、7-8、12                     |
| 林紹寧 （布丁） | 羅布丁              | 五年級生，月考時拿到一百分在陪跑時是第二棒，但孟澤銘在完成跑段後病發，不能繼續跟跑。所以回到終點一起跑完最後25米。在第8集叮嚀何萱關於天氣變壞，颱風天兔來襲的事情，卻令她忘記關煤氣爐一事。拍攝當時是強烈颱風蘇迪勒前後。第11集畢業。阿貴的姐姐。 | 4、6-8、12                     |
|                 | 布丁、阿貴的媽媽    | 蔡姓，在家長會議支持孟澤銘留任教師職務。她的丈夫是農夫。以為何萱想燒炭自殺，其實是忘記關煤氣爐。第15集，誤以為曉惠懷孕。 | 4、6-8、10、12、14-15          |
|                 | 布丁、阿貴的爸爸    | 羅姓，菜農，反對孟澤銘繼續執教，他和韓宜後來在溪邊救回何萱。在第12集透露他是救難隊義工，跟羅賓漢爸爸、孟澤青和韓宜等人一起搜尋何萱和孟澤銘。 | 8、12                          |
|                 | 羅阿貴              | 三年級生，跟布丁相差四歲。羅布丁的妹妹。 | 15                             |
|                 | 李媽媽              | 豆花店老闆娘，阿信的媽媽，在第9集以為胡校長喜歡韓宜。第15集，成為孟思岳的乾嬤。 | 4、8-9、14-15                  |
|                 | 店員                | 豆花店店員。 | 4、8                           |
|                 | 按摩店經理 （老羅） | 把“首席按摩師”的位子留給阿信，但阿信卻向他辭職。羅賓漢之父，也是救難隊義工，幫忙尋找孟澤銘和何萱。 | 4、7-8、10、12                 |
|                 | 羅賓漢              | 經理之子，體育第一名，但其他成績很差，但陪跑後成績進步很多。在馬拉松是第三棒。本人也是長跑運動員。第11集畢業。 | 4、7-11                        |
| 劉沁            | 沁沁                | 在比賽時是倒數第二名陪跑員。第11集畢業。 | 4、7-8,11                      |
|                 | 紫昀                | 國小生，阿信的陪跑員。第11集畢業。 | 4、7-8、10-11                  |
| 林信廷          | 按摩店組長          | 視障人士。林信廷本人就是專業的視障舞者及馬拉松跑者，古斌飾演的李信淵正是改編自他的故事。 第12集也因為阿信的鼓勵下練跑。 | 4、10、12                      |
|                 | 邱醫師              | 台北聯合醫院腦神經內科醫師，小腦萎縮症權威，孟澤銘和孟家雄的主診醫生。第14集跟辯方律師透露：孟澤銘其實是有嚴重失眠問題，加上他在山上教書時間相對很長，所以分派比較多安眠藥“使蒂諾斯”，但反而駁回孟澤銘沒有直接以服用安眠藥為自殺途徑。 | 4、14                          |
|                 |                     | 中華大學校務處的工讀生，代替何萱。 | 5                              |
|                 | 處長                | 中華大學校務處處長，原令音創社封團，在第5集要團員簽下“復社切結書”，雖然是讓社團擔保會遵守校規，但也扼殺他們的言論自由，所以孟澤青決定抗議，批評此舉跟臺灣白色恐怖時期類似，但也讓他被送到一分局（校內警方）。 | 5                              |
|                 | 柏融                | 國小生，因為他們沒有乘過計程車，所以幫澤青帶路時故意繞路，令車程增加四倍。文財在孟澤銘生病時負責幫他拿椅子。柏融以及文財第11集畢業。 | 4-5、7-8、10-11                |
|                 | 文財                | 國小生，因為他們沒有乘過計程車，所以幫澤青帶路時故意繞路，令車程增加四倍。文財在孟澤銘生病時負責幫他拿椅子。柏融以及文財第11集畢業。 | 4-5、7-8、10-11                |
|                 | 柏融的爸爸          | | 7                              |
|                 | 文財的媽媽          | | 7                              |
|                 | 勝斌                | | 4-5、7-8、10-11                |
|                 | 勝斌的媽媽          | | 7                              |
|                 | 子云                | | 7-8、10-12                     |
|                 | 李教授              | 夏令營介紹人，也是美術系教授，孟澤銘的媽媽把他的作品給教授品鑑，而提議他到西班牙參加駐村計劃，但因為不符合他的“自然建築”理念而拒絕。 | 5                              |
|                 | 孟父                | 孟澤銘、孟澤青的爸爸，黎鳳蓮的亡夫。因為小腦萎縮症引致昏眩，加上酒後駕駛，而車禍身亡。因為事發地點沒有剎車痕跡，所以當時被誤判為自殺。 | 6,9 (回憶)                     |
|                 |                     | 中華小腦萎縮症病友協會醫護人員和接待生。 | 6                              |
|                 | 病人                | 小腦萎縮症中後期病人。在幕後花絮透露本人是劉瑞琪的學妹。 | 6,8                            |
|                 | 病人                | 小腦萎縮症病人，在吃餅乾時噎到。在幕後花絮透露本人是劉瑞琪的學弟。 | 6,8                            |
|                 | 女病人              | 小腦萎縮症病人，行動不便。 | 6                              |
| 謝寶萱          | 球球                | 小腦萎縮症中期病人，15歲，媽媽和小舅舅也曾是患者，母親已故，也覺得妹妹也是患者，性格憤世嫉俗，被澤銘訓導後，發現她其實很怕親人丟下她，但也令澤銘害怕自己也重蹈覆轍。在幕後花絮透露本人是劉瑞琪的學妹。在第10集，已是中後期病人，已經開始喪失說話能力，也長期住院，但依然希望像孟澤銘一樣寫日記和出書，但當她要爸爸托她把自己最後的日記遞給孟澤銘時，已因為病情急劇惡化而離世，終年15歲。 | 8、10-11、14（相片裡、回憶裡） |
| 劉珈瑄          | 可可                | 8歲，球球的妹妹。沒有遺傳到小腦萎縮症。 | 8、10                          |
|                 | 彭文泰              | 球球、可可的父親，因為球球撂狠話而嚇到妹妹。在第11集把球球的日記給孟澤銘，告知球球已離世。第14集成為第二位辯方證人，但他為辯方律師答辯後譴責何萱，令她哮喘病發。 | 8、10-11、13-14                |
|                 | 病人的兒子          | 他的媽媽是小腦萎縮症病人，自己還沒有發病，跟黎鳳蓮送上糖果和鼓勵。 | 6                              |
|                 | 醫生                | 國外醫生，跟黎鳳蓮說醫學依然對小腦萎縮症毫無頭緒。 | 6                              |
|                 | 蘇主任              | 谷村國小校務主任, 說明因為學校預算吃緊, 連音樂室的樂器也不能夠維修,沒可能安裝無障礙設施，但投票結果成為平手局面，加上校長是孟澤銘的推薦人，和教務會議的議長，所以把他的票作廢。 | 7、10                          |
|                 | 護士                | 小腦萎縮症病友協會健保師，教導穴位治療失眠。 | 8                              |
|                 | 護士                | 在第9集收拾孟家雄的病床，也告知孟澤銘和孟母他已離世。 | 9                              |
|                 | 吳先生              | 視障路跑協會教練，曾是一萬公尺記錄保持人，在台北的資格賽挑選選手，來補助到世界六大馬拉松比賽，而最近一站是波士頓馬拉松。但因為阿信已跟何萱培養良好默契，所以不肯跟專業陪跑員訓練。回到台北比賽時，他發現何萱哮喘病發，但阿信依然不肯放棄她，但他得讓教練幫他拿下比賽冠軍，而何萱反而成為最後一名。                                                                                       | 8、10                          |
|                 | 王仁偉              | 遠方出版社總監和總編輯，孟母有意把孟澤銘的日記出版，也同意出版《山行者》。在第14集，成為辯方證人，卻被金博元成功推斷為何《山行者》沒有跟《蓋房子日記》合併再版。 | 9-10、14                       |
|                 | 賈哥                | 遠方出版社副總監，擔心題材太悲情而賣不好。 | 9                              |
|                 | 孟婆婆              | 狠心把孟母和澤銘、澤青趕出家門。丈夫病情已很壞。家雄九年前發病後才知道家族有小腦萎縮症的遺傳基因，讓她非常內疚，已故。 | 9 （回憶裡）                   |
|                 | 馮婆婆              | 思想傳統，不喜歡曉惠跟阿信交往。 | 10                             |
| 王莉雯          | 王莉雯              | 本人，2003年 (9歲) 發病，2008年殆。終年15歲，其父也因病離世。何萱正是向張家祥借這段影片，讓學生們明白“企鵝病”退化情況可以有多嚴重。 | 10 （影片中）                  |
|                 | 王醫生              | 球球的醫生。因為球球的口部肌肉退化比預期嚴重，想她多說話。 | 10                             |
| 肯尼            | 社區警衛            | 把谷村國小學生們的卡片送到孟家，由韓宜代為簽收。本人是王傳一的個人造型師。 | 10、11（幕後花絮）             |
|                 | 歐陽芝嘉            | 公共電視台節目製作，想黎鳳蓮和孟澤銘一起上節目，宣傳《山行者》，但被孟澤銘拒絕。 | 10                             |
|                 | 會長                | 小腦萎縮症病友協會會長。在第13集致電給黎鳳蓮，深怕孟澤銘自殺傳聞對病友協會造成負面影響。 | 10、13                         |
|                 | 總編                | 大元出版社總編，何萱的出版社公司。 | 12                             |
|                 | 艾淳                | 出版社編輯，想把《蓋房子日記》和山行者一併出版。 | 12                             |
|                 | Ricky               | 出版社編輯，跟遠方出版社洽談，讓《山行者》和《蓋房子日記》一併出版，但被孟澤銘拒絕,他反而想登山。 | 12                             |
|                 | 小賴                | 山區警衛，沙韻的舅舅。 | 12-15                          |
|                 | 沙韻 （Sharon）     | 小賴的侄女，喜歡孟澤青，也有釀小米酒（幕後花絮透露：其實是水加養樂多）。 | 12-13                          |
|                 | 副隊長              | 救難隊副隊長。 | 12-13                          |
|                 | 隊長                | 救難隊隊長，找到孟澤銘的筆記本。發現孟澤銘的遺體，也讓副隊長等人把消息向何萱隱瞞。 | 12-13                          |
| 陳彥名          | 小楊                | 金博元屬下，在“藍屋頂”蒐集證物。 | 13                             |
|                 | 採訪記者            | 決定上山跑新聞，忽然聽到小賴、沙韻等人談及何萱被提告，而成為新聞。 | 13                             |
|                 | 記者                | 東天新聞台記者 | 13                             |
| 李飛            | 黃律師              | 代表何萱的辯方律師，向張家祥和何尚德報告：何萱放棄交保。 | 13-14                          |
| 王盛弘          | 陳育安              | 何萱加工自殺案法官。他跟其他律師討論時，發覺雖然何萱認罪，但一直對孟澤銘自殺的動機全不知情，所以判何萱無罪釋放。 | 13-14                          |
|                 | 經紀人              | 到錄音室聽 Fake Youth 的錄音 | 15                             |
|                 | 婦產醫生            | 張家祥學姐。建議替何萱的寶寶做DNA檢測。 | 15                             |
|                 | 婦產接生醫院護士    | 婦產接生醫院接待護士。本人是本劇攝影師。 | 15                             |
|                 | 國小的孟思岳        | 孟澤銘、何萱的女兒，孟澤青的侄女，阿信、曉惠的乾女兒。長大後跟曉惠的胎兒講話。沒有 遺傳到小腦萎縮症基因。 | 15                             |

## 收視率

### 中視
| 播出日期       | 集數       | 收視率 | 收視排名 | 備註                                |
| -------------- | ---------- | ------ | -------- | ----------------------------------- |
| 2015年7月19日  | 1          | 0.48   | 3        | 每週日晚上10點首播 瞬間最高收視0.67 |
| 2015年7月26日  | 2          | －     | －       |                                     |
| 2015年8月2日   | 3          | －     | －       |                                     |
| 2015年8月9日   | 4          | －     | －       |                                     |
| 2015年8月16日  | 5          | －     | －       |                                     |
| 2015年8月23日  | 6          | －     | －       |                                     |
| 2015年8月30日  | 7          | 0.53   | 3        |                                     |
| 2015年9月6日   | 8          | －     | －       |                                     |
| 2015年9月13日  | 9          | －     | －       |                                     |
| 2015年9月20日  | 10         | －     | －       |                                     |
| 2015年9月27日  | 11         | －     | －       |                                     |
| 2015年10月4日  | 12         | －     | －       |                                     |
| 2015年10月11日 | 13         | －     | －       |                                     |
| 2015年10月18日 | 14         | －     | －       |                                     |
| 2015年10月25日 | 15         | 0.61   | 3        | 最終回                              |
| 平均收視率     | 平均收視率 | 0.54   |          |                                     |

- 同時段偶像劇：民視《星座愛情雙魚女》/《星座愛情水瓶女》、台視《他看她的第2眼》/《愛上哥們》、華視《一代新兵之八極少年》、東森綜合台《致，第三者》
- 由AGB尼爾森調查，調查範圍是四歲以上收看電視之觀眾。

## 電視劇歌曲
| 曲別        | 劇內歌名 （原歌名）    | 演唱者 （原唱者）                       | 作詞         | 作曲         |
| 片頭曲      | 不遠的情人             | 關詩敏                                  | 易家揚       | 陳文華       |
| 片尾曲/配樂 | 我一個人記得就好       | 口琴版由陳奕演奏 （品冠）               | 黃婷         | 陳韋伶       |
| 插曲        | 不要記得               | 趙慧仙                                  | 周啓兒       | 朱敬然       |
| 插曲        | 窗外的世界             | 許含光                                  | 許含光       | 許含光       |
| 插曲        | 艷光四射歌舞團         | 陳奕                                    | 何萱         | 孟澤青       |
| 插曲        | 如果我的生命只剩一百天 | 陳奕                                    | 何萱         | 孟澤青       |
| 插曲        | 媽媽的眼睛             | 陳奕                                    | 何萱         | 孟澤青       |
| 插曲        | 一起回家               | 陳奕                                    | 何萱         | 孟澤青       |
| 插曲        | 致侄女的生日快樂歌     | 陳奕                                    | 何萱         | 孟澤青       |
| 插曲        | 怎麼能夠               | 李千娜                                  | 陳奕、李千娜 | 陳奕、李千娜 |
| 插曲        | 最幸福的時間           | 品冠                                    | 品冠         | 品冠         |
| 配樂        | Creep                  | 吉他版由陳奕彈奏 （電台司令 Radiohead） | 電台司令     | 電台司令     |
| 配樂        | Tomorrow               | Oliver Price · Thomas Michael Greenwood |              |              |

按：《我一個人記得就好》、《最幸福的時間》兩首歌亦收錄在品冠個人專輯《無法理解的大人》中。

## 製作團隊
- 總監：郭元沖
- 導演：周美玲
- 編劇：周美玲
- 製作人：楊鴻志   羅智育
- 監製：彭佳苹   羅列燊
- 聯合製作：中視、大川大立數位影音股份有限公司、金禾創意股份有限公司
- 協拍單位：新竹縣政府、崇右技術學院、中華大學、中州科技大學
- 冠名贊助單位：植萃566洗髮露
- 視覺設計:劉穎錚

## 拍攝場景

### 北北基
- 台北社團法人中華小腦萎縮症病友協會 （“企鵝之家”）[9]
- 台北林正宗婦產科（页面存档备份，存于）
- 基隆崇右技術學院
- 石碇區碧山派出所
- 土城區新北地方法院
- 臺北松山機場

### 桃園
- 敏盛醫院
- 臺灣桃園國際機場

### 新竹市
- 中華大學

### 台中市
- 大雪山國家森林遊樂區

### 新竹縣
- 尖石鄉司馬庫斯
- 內灣國小

### 台東縣
- 海端鄉嘉明湖

## 獲獎與提名

### 電視金鐘獎
| 年份 | 獲提名 | 獎項             | 結果 |
| ---- | ------ | ---------------- | ---- |
| 2016 | 王傳一 | 戲劇節目男主角獎 | 入圍 |
| 2016 | 李千娜 | 戲劇節目女主角獎 | 入圍 |
| 2016 | 陳奕   | 戲劇節目男配角獎 | 入圍 |
| 2016 | 劉瑞琪 | 戲劇節目女配角獎 | 獲獎 |

## 外部連結
- 官方网站－中視
- 官方网站－中天[永久]
- 失去你的那一天的Facebook專頁

- 社團法人中華小腦萎縮症病友協會 官方網頁（页面存档备份，存于）

- 社團法人中華小腦萎縮症病友協會 Facebook 專頁

- 民宿官方網站：藍屋頂—想念民宿
- 民宿部落格：藍屋頂—想念民宿（页面存档备份，存于）
- 個人部落格：藍屋頂白牆上的陽光
- 書籍網站：失去你的那一天（页面存档备份，存于）
- 書籍網站：失去你的3月4日（页面存档备份，存于）
- 書籍網站：失去你的那一天（页面存档备份，存于）

| 臺灣 中視數位台 每週日 22:00 - 23:30       | 臺灣 中視數位台 每週日 22:00 - 23:30             | 臺灣 中視數位台 每週日 22:00 - 23:30 |
| ------------------------------------------ | ------------------------------------------------ | ------------------------------------ |
|                                            | 失去你的那一天 （2015年7月19日－2015年10月25日） |                                      |
| 超級大英雄 （2015年4月5日－2015年7月12日） | 必娶女人 （2015年11月1日－2016年2月14日）        |                                      |

| 臺灣 中天綜合台 每週六 23:00 - 24:30 · 9月26日，因播出《第50屆電視金鐘獎頒獎典禮》 順延至00:00 - 01:30播出。 | 臺灣 中天綜合台 每週六 23:00 - 24:30 · 9月26日，因播出《第50屆電視金鐘獎頒獎典禮》 順延至00:00 - 01:30播出。 | 臺灣 中天綜合台 每週六 23:00 - 24:30 · 9月26日，因播出《第50屆電視金鐘獎頒獎典禮》 順延至00:00 - 01:30播出。 |
| --- | --- | --- |
| | 失去你的那一天 （2015年7月25日－2015年10月31日）                                                             | |
| 超級大英雄 （2015年4月11日－2015年7月18日）                                                                  | 非常完美 | |

| 马来西亚 Astro双星、Astro双星HD 每週一至週五 16:00－17:00 | 马来西亚 Astro双星、Astro双星HD 每週一至週五 16:00－17:00 | 马来西亚 Astro双星、Astro双星HD 每週一至週五 16:00－17:00 |
| --------------------------------------------------------- | --------------------------------------------------------- | --------------------------------------------------------- |
|                                                           | 失去你的那一天 （2016年1月15日－2016年2月16日）           |                                                           |
| 致，第三者 （2015年12月11日－2016年1月14日）              | 必娶女人 （2016年2月17日－2016年3月22日）                 |                                                           |

| 马来西亚 Astro喜悦HD 每週四至週五 18:00 - 20:00   | 马来西亚 Astro喜悦HD 每週四至週五 18:00 - 20:00 | 马来西亚 Astro喜悦HD 每週四至週五 18:00 - 20:00 |
| ------------------------------------------------- | ----------------------------------------------- | ----------------------------------------------- |
|                                                   | 失去你的那一天 （2018年12月20日-2019年1月25日） |                                                 |
| 那刻的怦然心動 （2018年10月12日－2018年12月20日） | 必娶女人 （2019年1月31日-2019年）               |                                                 |